# Holtzwihr
Holtzwihr korábbi község Franciaországban, Haut-Rhin megyében. Lakosainak száma 1420 fő (2018. január 1.). Holtzwihr Colmar, Riedwihr, Wickerschwihr, Bischwihr és Horbourg-Wihr községekkel határos.
2016. január 1-jén Riedwihr korábbi községgel egyesült és az így létrejött Porte du Ried új község része lett.

## Népesség
A település népességének változása:
| Lakosok száma | 482  | 527  | 631  | 831  | 1064 | 1320 | 1353 | 1829 | 1356 | 1420 |
|               | 1962 | 1968 | 1975 | 1990 | 1999 | 2008 | 2013 | 2016 | 2017 | 2018 |